# Национальный симфонический оркестр (Малайзия)
Национальный симфонический оркестр (англ. National Symphony Orchestra’s — NSO, малайск. Orkestra Simfoni Kebangsaan — OSK) — государственный оркестр Малайзии. Размещается в Куала-Лумпуре.

## История и современное положение
Основан в 1993 г. министерством культуры, по делам молодежи и спорта Малайзии. Первоначально в нем было всего 16 музыкантов. Первый руководитель — японский дирижер Теруоки Огуара. Инструменты были подарены японским правительством. С 1999 г. дирижёром стал малайзиец Мустафа Фузер Нави — скрипач, получивший музыкальное образование в Ганноверской Высшей школе музыки и театра (1986—1991). В настоящее время в оркестре 34 музыканта.
Оркестр выступает с исполнением произведений мировой классики (Бетховен, Чайковский, Моцарт, Пуччини, Легар и др.), а также сопровождает выступления местных певцов и коллективов (Юна, Сити Нурхализа, Джамал Абдиллах, Ануар Заин, Элла, Ахмад Наваб, Лиза Ханим, Шон Гази, Ами из группы «Сёрч», группа «Уингс»).
Большое место в репертуаре занимают произведения местных композиторов, особенно П. Рамли и мюзиклы сингапурского композитора Дика Ли («Принцесса горы Леданг» и «П. Рамли: мюзикл»).
Оркестр имеет мировое признание: дважды приглашался для озвучивания голливудских фильмов («Гладиатор», «Аполлон-13»). Гастролировал в Сингапуре (2003) и Японии (2004).
Оркестр базируется во Дворце культуры, лучшем концертном зале Куала-Лумпура.

## Главные дирижёры
- Теруоки Огуара (1993—1999)
- Мустафа Фузер Нави (1999 -)

## Дискография[5]
- Siti Nurhaliza, Orkestra Simfoni Kebangsaan — Konsert Salam Terakhir- Untukmu Sudir 100 % Live Part 2 (CD, Album, Liv) (Suria Records, 2002)
- Siti Nurhaliza, Orkestra Simfoni Kebangsaan — Konsert Salam Terakhir- Untukmu Sudir 100 % Live (2xCD, Album, Liv) (Suria Records, 2002)
- Siti Nurhaliza, Orkestra Simfoni Kebangsaan — Konsert Salam Terakhir- Untukmu Sudir 100 % Live (CD, MiniAlbum, Promo, Liv) (Suria Records, 2002)
- Siti Nurhaliza, Orkestra Simfoni Kebangsaan — Konsert Salam Terakhir- Untukmu Sudir 100 % Live Part 2 (VCD, Album, RE, Liv) (Suria Records, 2004)
- Siti Nurhaliza, Orkestra Simfoni Kebangsaan — Konsert Salam Terakhir- Untukmu Sudir 100 % Live Part 1 (VCD, Album, RE, Liv) (Suria Records, 2004)
- Yuna, Orkestra Simfoni Kebangsaan — Live At Istana Budaya (CD, Album + DVD-V) (Yuna Room Records, FMC, 2014)